# Гадюка перська
Гадюка перська (Pseudocerastes persicus) —  отруйна змія з роду Несправжня рогата гадюка родини Гадюкові.

## Опис
Загальна довжина сягає 80—90 см, врай рідко 100 см. Голова широка, спереду закруглена з чітким шийним перехопленням. Тулуб щільний, не дуже товстий. Над очима є по одному невеликому м'якому виросту. Ці вирости вкриті дрібною лускою й спрямовані вгору та трохи назад. Іноді самі «ріжки» не виражені, а тільки 1—2 лусочки над очима стоять вертикально. Ніздрі наділені внутрішнім клапаном, який захищає носову порожнину від попадання піску, коли змія заривається у ґрунт. 
Забарвлення бурувато-сіре з поздовжніми рядками темних плям, які іноді утворюють поперечні смуги. 

## Спосіб життя
Полюбляє піщану місцину. При русі часто застосовує «бічний хід», розвиваючи швидкість до 37 см/сек. Нерідко риє пісок бічними рухами голови, розширюючи нори гризунів. Хоча вона і живе на піщаному ґрунті, але не вміє «потопати» у піску за допомогою бічних рухів тулуба. Активна вночі. Харчується гризунами, птахами та ящірками.
Це яйцекладна змія. Самиця відкладає 11—21 яєць. Через місяць з'являються молоді гадюки довжиною 15 см.

## Розповсюдження
Мешкає від Пакистану до Туреччини, від Азербайджану до Ізраїлю та Йорданії. зустрічається у Саудівській Аравії, Омані та Об'єднаних Арабських Еміратах.